# Орлов (Курская область)
Орлов — хутор в Касторенском районе Курской области России. Входит в состав Ореховского сельсовета.

## География
Хутор находится в восточной части Курской области, в лесостепной зоне, в пределах юго-западной части Среднерусской возвышенности, на правом берегу реки Ведуги, на расстоянии примерно 17 километров (по прямой) к востоку-северо-востоку (ENE) от посёлка городского типа Касторное, административного центра района. Абсолютная высота — 169 метров над уровнем моря.
Климат
Климат характеризуется как умеренный, со среднегодовой температурой воздуха +5,1 °C и среднегодовым количеством осадков 547 мм.
Часовой пояс
Хутор Орлов, как и вся Курская область, находится в часовой зоне МСК (московское время). Смещение применяемого времени относительно UTC составляет +3:00.

## Население
| 2002 | 2010 |
| ---- | ---- |
| 1    | ↘0   |

## Улицы
Уличная сеть хутора состоит из одной улицы (ул. Садовая).